# 西关街道 (许昌市)
西关街道，是中华人民共和国河南省许昌市魏都区下辖的一个乡镇级行政单位。

## 行政区划
西关街道下辖以下地区：
建安社区、八一西社区、寿昌社区、烤厂社区、许烟社区、西关社区和三李社区。